# 小鳥遊くれあ
小鳥遊くれあ（たかなし くれあ、1994年（平成6年）6月6日 - ）は、日本のグラビアアイドル、 コスプレイヤーである。福岡県飯塚市出身。芸能事務所プリモエンターテイメント所属。

## 経歴
短大卒業後、幼稚園教諭として勤務。その後アパレル店の店長として勤務する傍らでかねてから趣味としていたコスプレイヤーとして福岡にて被写体活動を開始。
2017年に福岡の芸能事務所エリシオンエンターテインメントに自ら応募して入所。
コスプレイヤーとしてコミックマーケットなど国内のイベントをはじめ、上海や台湾のイベントにも積極的に参加する傍ら、東京での撮影会にも毎月福岡から上京して出演していた。
インスタグラムのフォロワー数が30万人超えをしていることから「九州のインスタ女王」として話題になり、2020年に1st写真集とDVDを発売。表紙の過激さでAmazonにて取り扱い中止になったことで各方面で話題になった。以降は扮装のないグラビアアイドルとしても活動。
2021年11月より上京し活動拠点を東京に移す。
2025年5月7日、自身の家庭の事情により東京での芸能活動を終了し地元福岡に戻ることを自身のX（旧Twitter）にて明らかにした。

## 人物
- 3人兄弟の長女である。
- 愛兎には名前を自身が好きなアニメから命名した「ななち」と毛色が美味しそうだからと命名した「きなこ」の2匹がいる。
- 特技である日本舞踊は6歳から続けて師範になれる程の腕前。
- レジンアクセサリー作りが得意で販売していたこともある。
- 水着など衣装を自ら自作したり改造するのを特技としている。
- 焼き肉とお寿司が大好きである。

## 作品
映画
- じょりく！（2020年07月31日） - 三森かなえ 役

イメージDVD
- はじめてのくれあ（2020年9月17日、双葉社）
- ハレンチくれあちゃん（2021年6月20日、ラインコミュニケーションズ）
- くれあがいる性活（2021年10月26日、エアーコントロール）
- 保育士のひみつ（2022年1月22日、竹書房）[5]

イメージVR
- はじめてのVR、はじめてのわたし。（2021年07月09日、ファンタスティカ）
- Stop！ Look！ Listen！（2021年07月30日、ファンタスティカ）

## 書籍・出版
写真集
- くれあそび（2020年9月17日、双葉社）

電子書籍
- SEXY コスプレイヤー（2020年12月　PAD）
- Pin Up Girl（2020年12月　PAD）
- PHOTO SHOT（2020年12月　PAD）
- SUPER BEST Vol.1（2021年01月　PAD）
- SUPER BEST Vol.2（2021年02月　PAD）
- Complete（2021年04月　PAD）
- Gz PRESS　No.389（2021年07月　サーティースリー）
- Gz PRESS　No.399（2021年08月　サーティースリー）
- Gz PRESS　No.407（2021年09月　サーティースリー）
- ラブポップ　No.103[001～005] (2021年10月　イメージボックス）
- ひみつのプライベート（2022年01月　竹書房）
- ひみつのお遊戯会（2022年01月　竹書房）
- ひみつの保育（2022年01月　竹書房）

雑誌
- ELFｙ　Vol３（2018年）　裏表紙
- 週刊少年チャンピオン（2019年）裏表紙
- 週刊SPA2019年10月15・22日合併号（2019年10月8日発売　扶桑社）※インスタ美女限界撮
- ELFｙ　Vol5（2019年）　裏表紙
- 実話BUNKAタブー2021年01月号（2019年12月　コアマガジン）　袋とじ
- 週刊プレイボーイ2022年02月21日号（2022年02月07日発売　集英社）　デザインニップレス番付

ムック
- グラドル・ザ・ベストムービー I-ONE SP（2021年09月10日発売　マイウェイ出版）

## 出演
テレビ
- 大人のワイドジョー（日本テレビ　2017年）
- 月曜から早起き（福岡放送　2017年）
- 内村さま～ず（東京MX　2019年）
- 透明彼女 season12 #2 小鳥遊くれあ （V☆パラダイス、2020年4月）
- ロンプク淳（九州朝日放送　2021年）
- あなたと温泉に行ったら… 更科温泉編・大町温泉編（フジテレビONE・フジテレビNEXT）

インターネット放送
- ボートレースファン感謝祭３Days（ニコニコ生放送公式　2017年）レポーター
- カンボジア王国ネットニュースSABY　インタビュー出演

ラジオ
- フレッシュチャンネル（渋谷クロスFM、2022年2月28日）

イベント
- サンリオピューロランド「コスプレフェスタ」（2018年4月）レポーター
- カミコス　バンダイナムコ「ゴッドイーター」公式コスプレイヤー（2018年9月）
- 東京ゲームショーAccess Support「League of AngelsⅡ」ヘレン公式コスプレイヤー（2018年11月）
- ニコニコ超会議「互助交通」ブースコンパニオン（2019年4月）
- Japan-Cambodia Kizuna Festivalコスプレイヤーアンバサダー（2020年2月　カンボジア王国）

広告
- スターフライヤー機内ムービー・機内誌の北九州紹介に出演（2019年）